# Yizkor

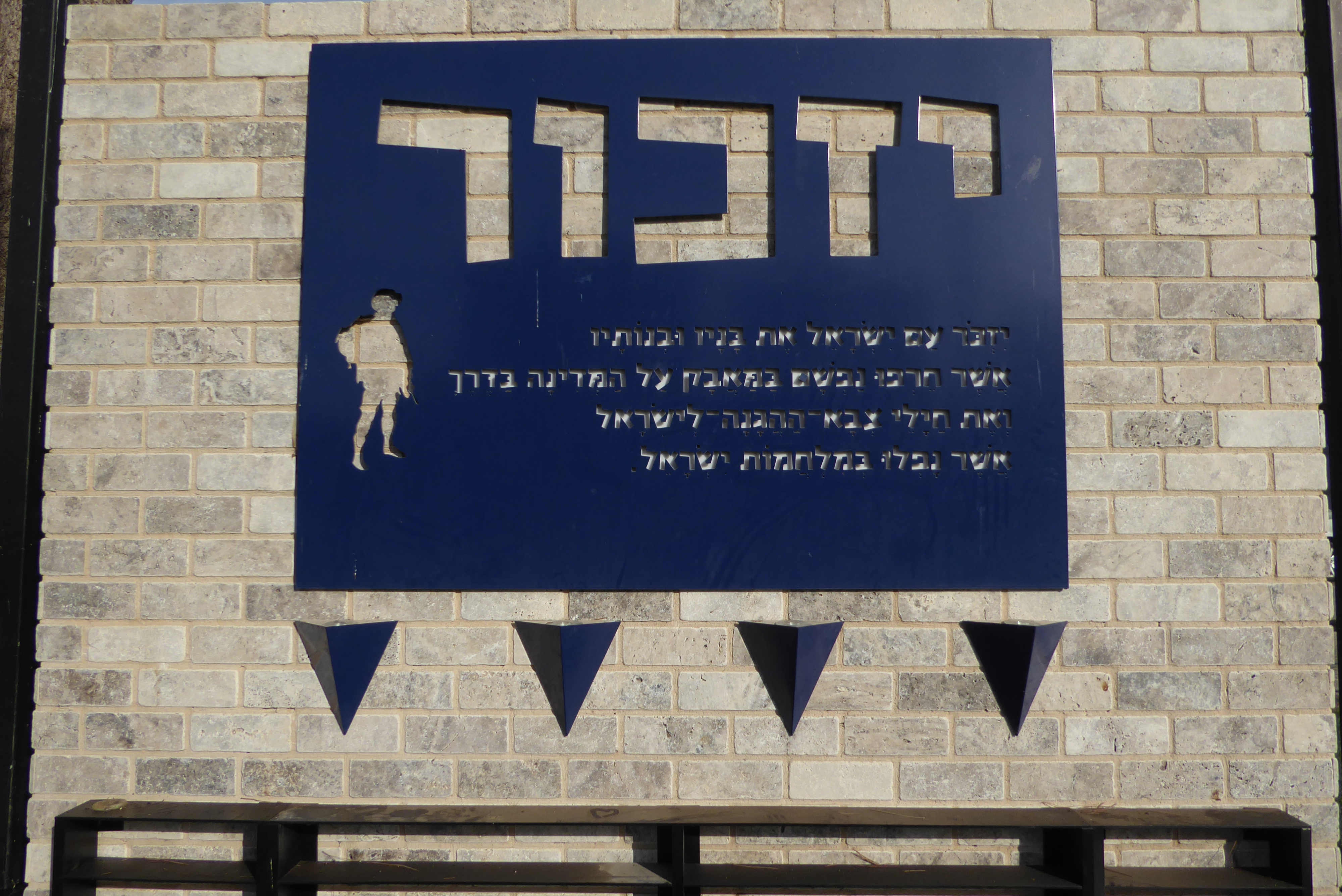
Yizkor

Yizkor (hébreu : יזכור, « qu’Il se souvienne ») est une prière récitée dans les congrégations ashkénazes par les personnes qui ont perdu un ou leurs deux parents. Elle demande à Dieu de se souvenir du ou des défunts et d'élever leurs âmes vers le Gan Eden en échange de la tzedaqa que l’orant s’engage à offrir.
Il est d'usage que ceux qui ne récitent pas la prière de Yizkor quittent la synagogue jusqu'à la fin de Yizkor, par respect pour les parents vivants. Certaines autorités rabbiniques affirment que cette coutume est une superstition.
Les prières de Yizkor sont récitées en présence d’un minyan quatre fois par an, à Yom Kippour, Shemini Atzeret, le dernier jour de Pessah et Chavouot.